# Gefleckte Kronenschnecke
Die Gefleckte Kronenschnecke oder Gefleckte Fluss-Pechschnecke (Esperiana esperi) ist eine in Südosteuropa beheimatete, bis zu 2,5 cm lange Süßwasserschnecke, die in Flüssen und Seen auf meist festen Substraten lebt und sich von mikroskopischen Algen ernährt.

## Merkmale
Das rechtsgewundene, kegelförmige, ungenabelte, glatte oder mit feinen Zuwachsstreifen versehene Gehäuse wird beim erwachsenen Tier etwa 1,5 cm bis 2,5 cm lang und etwa 0,6 cm bis 1,1 cm breit. Es weist dann etwa sechs bis acht fast flache Umgänge auf, von denen die obersten oft abgenutzt sind. Die Spindel geht allmählich in den abgerundeten unteren Gehäuserand über. Die Grundfarbe des Gehäuses ist bräunlich bis blass olivgrün mit unregelmäßigen rötlich braunen bis schwarzen Flecken, gelegentlich auch ganz schwarz. Die Schnecke selbst ist braun mit schwärzlicher Musterung.

## Vorkommen, Lebensweise und Verbreitung
Die Gefleckte Kronenschnecke lebt in Flüssen und Seen auf festen Substraten wie Stein und überfluteten Wurzeln, aber auch auf Schlamm im Uferbereich. Bevorzugt werden Wassertiefen von etwa 80 cm, bei größerer Kälte bis 2 m Tiefe. Sie benötigt mindestens 12 mg O2/l. Ihr Verbreitungsgebiet umfasst Südosteuropa vom Schwarzen Meer bis Ungarn und Slowenien sowie das nordwestliche Anatolien (Türkei). In der Ukraine ist sie durch Zerstörung des Habitats bedroht.